# Roseau (rivière de la Dominique)
Pour les articles homonymes, voir Roseau (homonymie).
Le Roseau est un fleuve côtier de la Dominique, qui se jette dans la mer des Caraïbes au niveau de la capitale Roseau.

## Géographie
Le Roseau prend sa source dans le Morne Trois Pitons, près du Morne Macaque (ou Morne Microtin) qui culmine à plus de 1 200 mètres d'altitude. Il dévale les pentes volcaniques à travers plusieurs gorges, dont la gorge Titou près du village de Laudat. Il s'écoule vers l'ouest jusqu'à la mer.
Le Roseau reçoit les eaux de plusieurs affluents qui contribuent à alimenter son bassin fluvial. En partant de sa source, le fleuve a sa confluence avec la rivière Trois Pitons, ensuite avec le Blanc, puis avec la Claire et enfin avec la Douce, juste en amont de son arrivée dans la capitale.

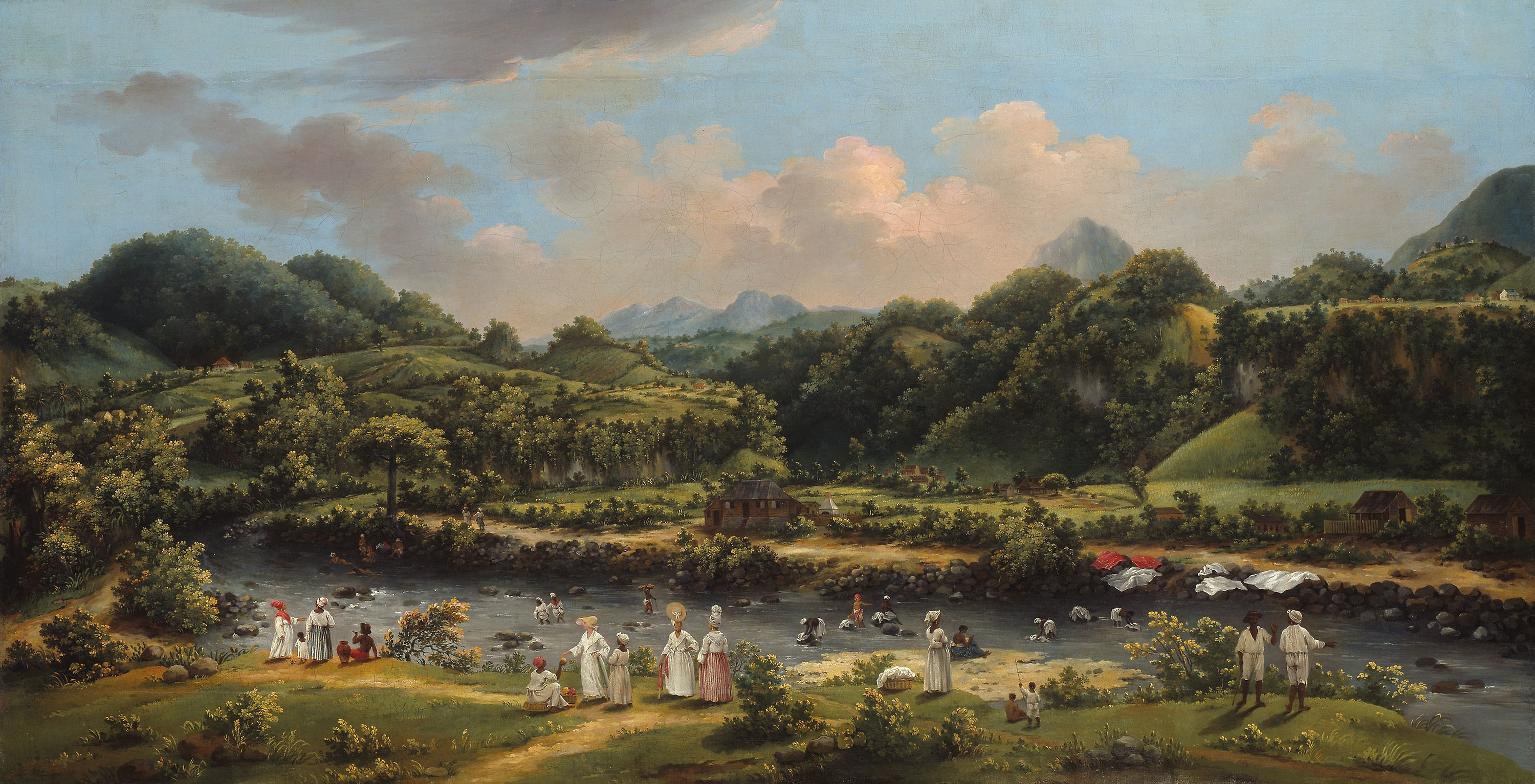
Vue de la rivière Roseau, entre 1770 et 1780, par Agostino Brunias.